# 크리스틴 본 살차
수전 크리스티나 ("크리스") 본 살차(Susan Christina ("Chris") von Saltza, 1944년 1월 3일 ~ )는 전 미국의 수영 선수이자, 올림픽 3관왕이면서 세계 기록 보유자이다.
샌프란시스코에서 태어나 나이별 단체의 수영 선수로서 본 살차는 코치 조지 헤인스의 샌터클래라 클럽을 위해 활약하였고, 국내 경기에서 클럽 팀을 몇몇의 선수권으로 이끌었다. 추가로 19개의 아마추어 선수 연맹 타이틀을 우승하였다. 1958년 7월 21일 "14세의 최고 미국 수영 선수"로서 스포츠 일러스트레이티드의 표지에 나왔다.
16세의 나이로 미국 올림픽 선발 시합에서 400m 자유형 세계 기록을 세운 본 살차는 1960년 로마 올림픽에 나가 4개의 메달을 획득하였다. 개인적으로 400m 자유형 금메달과 100m 자유형 은메달을 따고, 400m 자유형 계주와 400m 혼계영에서 2개의 금메달을 추가하였다. 양개의 계영에서 미국 팀은 세계신기록을 세웠다.
후에 스탠퍼드 대학교에서 수학하면서 아시아 역사학에서 학사를 취득하고 졸업하였다. 올림픽 이후에 수영에서 은퇴하였다.
1966년 "명예의 수영 선수"로서 국제 수영 명예의 전당에 헌액되었다.

## 같이 보기
- 올림픽 다관왕 목록
- 올림픽 수영 여자 메달리스트 목록
- 수영 배영 200m 세계 기록 추이
- 수영 자유형 400m 세계 기록 추이
- 수영 계영 400m 세계 기록 추이
- 수영 혼계영 400m 세계 기록 추이